# Toledonia bullata
Toledonia bullata is een slakkensoort uit de familie van de Diaphanidae. De wetenschappelijke naam van de soort is voor het eerst geldig gepubliceerd in 1847 door Gould.